# Alvorada d'Oeste
Alvorada d'Oeste là một đô thị thuộc bang Rondônia, Brasil. Đô thị này có diện tích 3029,19 km², dân số năm 2007 là 16485 người, mật độ 5,44 người/km².